# Andrea Pininfarina
Andrea Pininfarina (Torino, 26 giugno 1957 – Trofarello, 7 agosto 2008) è stato un imprenditore italiano.
È stato membro del consiglio direttivo di Confindustria nonché amministratore delegato e presidente di Pininfarina.

## Biografia
Figlio dell'imprenditore e senatore a vita Sergio Pininfarina e nipote del fondatore della Pininfarina, Battista "Pinin" Farina, si laureò in ingegneria meccanica presso il Politecnico di Torino nel 1981.
Dopo aver iniziato l'attività lavorativa negli Stati Uniti nel 1982, nel 1983 tornò in Italia, con l'incarico prima di coordinatore e poi di program manager del progetto Cadillac Allanté.
Entrò nella "Industrie Pininfarina S.p.A." e dal 1º luglio 2001 è stato Amministratore delegato della capogruppo, Pininfarina S.p.A.
È stato presidente di Federmeccanica e dell'Unione Industriale di Torino, mentre da maggio 2004 è stato vicepresidente di Confindustria per il Centro Studi.
Fu membro del Consiglio di Amministrazione di varie società tra cui Alenia Aeronautica, Ras e Juventus.
Nel 2004 è stato inserito dal settimanale statunitense Businessweek tra le "25 stars of Europe", nella categoria dedicata agli innovatori, mentre nel 2005 è stato nominato Eurostar da Automotive News Europe.
Fu inoltre membro del consiglio direttivo di Confindustria e presidente di Matra Automobile Engineering.
Sposato con Cristina Pellion di Persano, ha avuto tre figli: Benedetta, Sergio e Luca.
È deceduto all'età di 51 anni, il 7 agosto 2008, a Trofarello (TO), in seguito a un incidente stradale occorso nelle prime ore della mattinata in via Torino: l'imprenditore si trovava alla guida della sua Vespa GT60 quando una Ford Fiesta rossa guidata da un pensionato del luogo non ha rispettato uno stop e lo ha investito in pieno.
In seguito alla sua morte, il 12 agosto 2008 il fratello Paolo gli succede come presidente di Pininfarina S.p.A..
È sepolto nel Cimitero monumentale di Torino.